# Lomas de Sargentillo
Lomas de Sargentillo är en ort i Ecuador.   Den ligger i provinsen Guayas, i den västra delen av landet, 250 km sydväst om huvudstaden Quito. Lomas de Sargentillo ligger 21 meter över havet och antalet invånare är 7 542.
Terrängen runt Lomas de Sargentillo är platt. Runt Lomas de Sargentillo är det ganska tätbefolkat, med 86 invånare per kvadratkilometer. Närmaste större samhälle är Daule, 12,0 km öster om Lomas de Sargentillo. Omgivningarna runt Lomas de Sargentillo är en mosaik av jordbruksmark och naturlig växtlighet.